# Giuseppe Betori
Giuseppe Betori (sinh 1947) là một hồng y người Italia của Giáo hội Công giáo Rôma. Ông hiện đảm nhận cương vị Tổng giám mục Tổng giáo phận Firenze.

## Tiểu sử
Hồng y Betori sinh ngày 25 tháng 2 năm 1947 tại Foligno, Italia. Sau quá trình tu học, ngày 26 tháng 9 năm 1970, ông được thụ phong chức vị linh mục, bởi giám mục Siro Silvestri, Giám mục chính tòa Giáo phận Foligno. Tân linh mục cũng là thành viên linh mục đoàn giáo phận này. Ông có văn bằng đại học về thần học của Đại học Gregorian Đại tá và bằng tiến sĩ về Kinh thánh tại Giáo hoàng Học viện Kinh Thánh. Ông đã thực hiện nhiều nhiệm vụ, qua đó chứng tỏ năng lực của mình trong Giáo phận Foligno, bao gồm trợ lý giáo phận về Công giáo Tiến hành và tổng thư ký của Hội đồng giáo phận. Ông cũng phục vụ trong nhiệm vụ giám đốc Văn phòng Giáo lý Quốc gia, đặc biệt chú ý đến các văn bản giáo lý âm thanh cho thanh niên và người lớn, và cộng tác trong bản dịch tiếng Ý của Giáo lý Giáo hội Công giáo. Ngoài ra, ông còn tổ chức các hội nghị giáo hội tại Palermo (1995) và tại Verona (2006), và là thành viên của ủy ban giám sát của Dòng Semifical Seminary ở Lombard.
Ngày 5 tháng 4 năm 2001, Tòa Thánh bổ nhiệm linh mục Giuseppe Betori làm Giám mục Hiệu tòa Falerone, Thư kí Hội đồng Giám mục Italia. Lễ tấn phong cho tân giám mục được cử hành ngày 6 tháng 5 sau đó, được tổ chức cách trọng thể bởi ngoài 1 vị chủ phong còn có đến 4 vị phụ phong. Chủ phong là Hồng y Camillo Ruini, Hồng y Tổng linh mục Đại giáo đường Thánh Gioan Latêranô. Các vị phụ phong gồm: Arduino Bertoldo, Giám mục Foligno; Tổng giám mục  Firenze Ennio Antonelli; Giám mục Antonio Buoncristiani, giám mục giáo phận Porto-Santa Rufina và Giám mục Giovanni Benedetti, Nguyên giám mục Foligno. Tân giám mục chọn khẩu hiệu:Deo et verbo gratiæ.
Ngày 8 tháng 9 năm 2008, Tòa Thánh thăng Giám mục Betori chức vị Tổng giám mục chính tòa Tổng giáo phận Firenze. Ông chính thức nhận giáo phận này vào ngày 26 tháng 10 cùng năm. Trong Công nghị Hồng y 2012 được cử hành ngày 18 tháng 2, Giáo hoàng Biển Đức XVI vinh thăng Tổng giám mục Betori tước vị Hồng y Nhà thờ San Marcello. Ông chính thức nhận nhà thờ hiệu tòa của mình vào ngày 9 tháng 6 sau đó.